# ۳٬۲-دی‌هیدروفوران
۳،۲-دی‌هیدروفوران (به انگلیسی: 2,3-Dihydrofuran) یک ترکیب شیمیایی با شناسه پاب‌کم ۷۰۹۳۴ است. 